# Holz (Eisenberg)
Holz ist ein Gemeindeteil von Eisenberg im schwäbischen Landkreis Ostallgäu in Bayern. Der Weiler liegt circa einen Kilometer südöstlich von Zell.

## Baudenkmäler
Einziges gelistetes Baudenkmal im Ort ist das Kleinbauernhaus Holz 83, ein zweigeschossiger Flachsatteldachbau in verputzter Ständerbauweise mit aufgedoppelter Haustür und Längsschopf aus dem ersten Drittel des 19. Jahrhunderts.